# Van Beethoven (vonat)
A Van Beethoven egy Trans Europ Express vasúti járat volt, mely a holland főváros, Amsterdam Centraal és Nyugat-Németország fővárosa, Bonn között közlekedett kezdetben. Nevét Ludwig van Beethoven német zeneszerzőről kapta, aki Bonnban született. 2002. december 14-én szűnt meg, nevet viselő járat nem indult helyette.

## Története
A járat 1972 és 1979 között mint Trans-Europ-Express (TEE), 1979 és 2002 között mint InterCity (IC) közlekedett.
A Van Beethoven volt a TEE Rhein–Main utódja, mivel ugyanazon az útvonalon és menetrend szerint közlekedett. A Rhein–Main útvonalát 1971 őszén lerövidítették az Amszterdam–Bonn közötti szakaszra, ezzel véget vetve Frankfurt am Main-nal fennálló kapcsolatnak, amely végül a TEE Van Beethovenre történő átnevezést eredményezte. Azok az utazók, akik esténként el akartak menni Frankfurt am Mainba, Bonnból indulhattak a TEE Saphir segítségével, amely nyolc perccel később érkezett Frankfurtba, mint a korábbi Rhein-Main. A német parlamenti képviselők kérésére az útvonalat Nürnbergig 1976-ban meghosszabbították, aminek eredményeként 1:30 körül érkezett a végállomásra. 1978-ban a Deutsche Bundesbahn úgy határozott, hogy helyreállítja az Amszterdam-Frankfurt járatot, megfelelő időben megérkezve egy Nürnberg felé induló járathoz. (23: 58). 1979. május 26-án a Van Beethoven átalakult két kocsiosztályú InterCity-vonattá. A Van Beethoven 1983-ig közlekedett nemzetközi járatként, majd 2002 végéig több különféle útvonalon közlekedett Németországban.
Az utolsó járat 2002. december 14-én közlekedett.

## Menetrend
| TEE 23 | Ország      | Állomás           | km  | TEE 22 |
| ------ | ----------- | ----------------- | --- | ------ |
| 18:06  | Hollandia   | Amsterdam CS      | 0   | 11:52  |
| 18:34  | Hollandia   | Utrecht           | 39  | 11:26  |
| 19:09  | Hollandia   | Arnhem            | 97  | 10:53  |
| 19:37  | Németország | Emmerik           | 127 | 10:32  |
| 20:14  | Németország | Duisburg          | 196 | 09:51  |
| 20:54  | Németország | Keulen            | 259 | 09:14  |
| 21:13  | Németország | Bonn              | 293 | 08:51  |
|        | Németország | Koblenz           | 352 | 08:14  |
|        | Németország | Mainz             | 444 | 07:24  |
|        | Németország | Frankfurt am Main | 482 | 07:00  |